# Cóbdar
Cóbdar est une commune de la province d'Almería, Andalousie, en Espagne.

## Administration
| Période                                  | Période | Identité     | Étiquette | Qualité |
| ---------------------------------------- | ------- | ------------ | --------- | ------- |
| Les données manquantes sont à compléter. |         |              |           |         |
| 2011                                     |         | José Fuentes |           |         |